# Niemerlang
Niemerlang ist ein Ortsteil der Stadt Wittstock/Dosse im Landkreis Ostprignitz-Ruppin im Nordwesten des Landes Brandenburg. Zum Ortsteil gehören die Gemeindeteile Ackerfelde und Tetschendorf.
Der Ort, in dem 37 Einwohner auf 10,58 km² leben (Stand: 31. Dezember 2022), liegt nordwestlich des Kernortes Wittstock/Dosse. Durch den Ort fließt die Redlitz, ein rechter Nebenfluss der Dosse. Östlich des Ortes erstreckt sich das 145,16 ha große Naturschutzgebiet Oberheide (siehe Liste der Naturschutzgebiete in Brandenburg).
Unweit vom Ort verläuft nördlich und nordöstlich die Landesgrenze zu Mecklenburg-Vorpommern.
Die A 19 verläuft östlich. Sie mündet beim südlich gelegenen Autobahndreieck Wittstock/Dosse in die südlich und südwestlich verlaufende A 24.

## Sehenswürdigkeiten

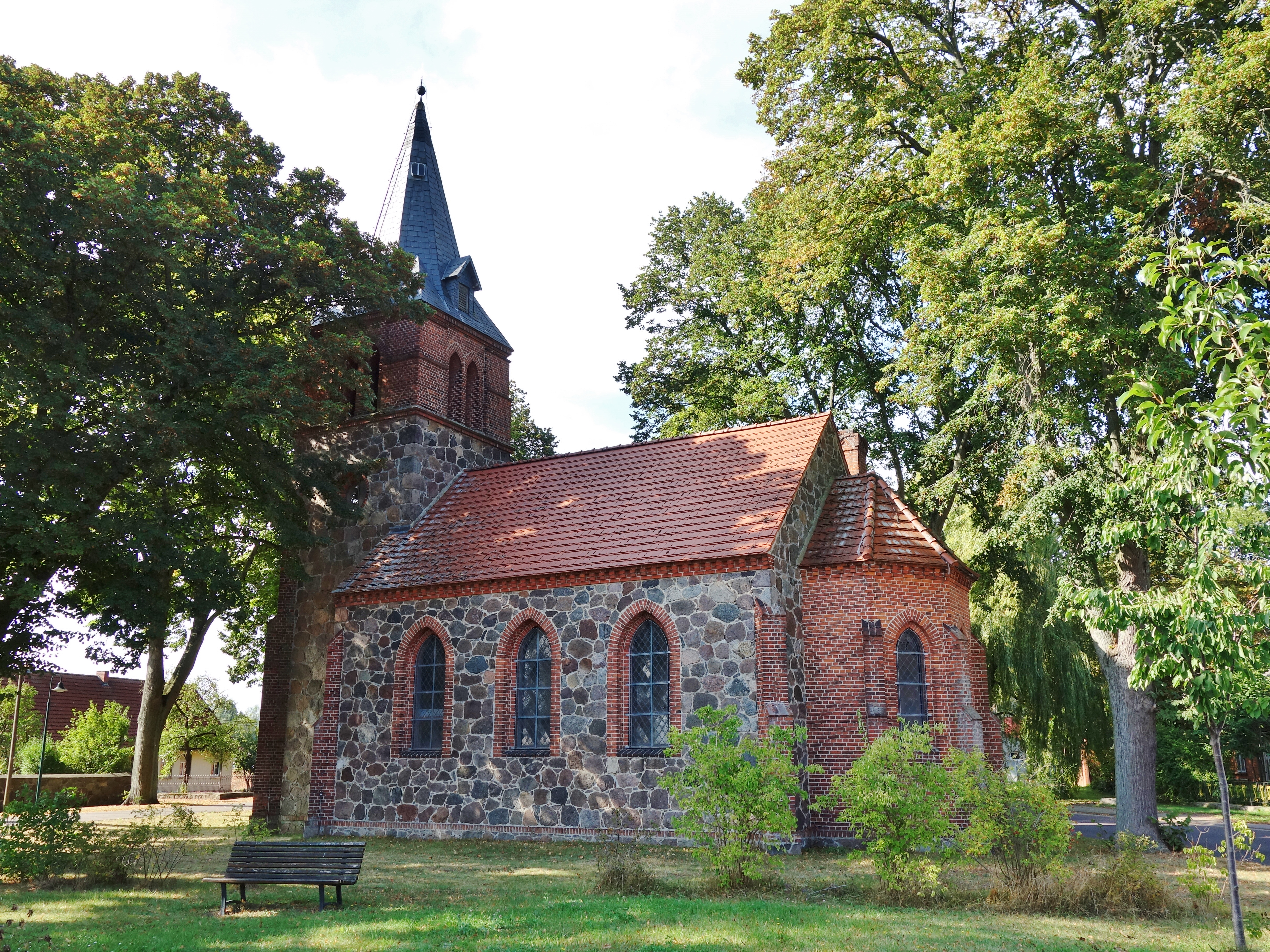
Dorfkirche Niemerlang

- Die Dorfkirche mit Kriegerdenkmal und das Wohnhaus Hauptstraße 17 sind Baudenkmale im Kernort Niemerlang (siehe Liste der Baudenkmale in Wittstock/Dosse#Niemerlang).
- Das ehemalige MTS-Verwaltungsgebäude (Maschinen-Traktoren-Station) und das Gutshaus sind Baudenkmale in Tetschendorf (siehe Liste der Baudenkmale in Wittstock/Dosse#Tetschendorf).